# Одиниця сім'ї множин
Одиниця (сім'ї множин) — поняття теорії множин з курсу теорія міри та інтеграла Лебега. Поняття одиниці сім'ї множин має важливе значення для визначення алгебри множин, в математичному аналізі та теорії ймовірностей.

## Означення
Множина {\displaystyle E} називається одиницею сім'ї множин {\displaystyle {\mathfrak {G}}}, якщо вона належить {\displaystyle {\mathfrak {G}}} і якщо для будь-якого {\displaystyle A\in {\mathfrak {G}}} має місце рівність {\displaystyle A\cap E=A}.
Таким чином, одиниця сім'ї множин {\displaystyle {\mathfrak {G}}} це максимальна множина цієї системи, що містить усі інші елементи сім'ї {\displaystyle {\mathfrak {G}}}.
Кільце множин з одиницею називається алгеброю множин.

## Приклади
- Для будь-якої множини {\displaystyle A} система {\displaystyle {\mathfrak {R}}(A)} всіх її підмножин являє собою алгебру множин з одиницею {\displaystyle E=A}.
- Для будь-якої непорожньої множини {\displaystyle A} система {Ø, A}, що складається з  множини {\displaystyle A} і порожньої множини Ø, творить алгебру множин з одиницею {\displaystyle E=A}.
- Система всіх скінченних підмножин довільної множини {\displaystyle A} являє собою кільце множин. Це кільце буде алгеброю тоді і тільки тоді, коли сама множина {\displaystyle A} скінченна.
- Система всіх обмежених підмножин числової прямої - це кільце множин, що не містить одиниці.